# 머큐리 (영화)
《머큐리》(Mercury Rising)는 미국에서 제작된 해롤드 벡커 감독의 액션, 스릴러 영화이다. 1996년 소설 심플 사이먼(Simple Simon)에 기반을 둔다. 브루스 윌리스 등이 주연으로 출연하였고 브라이언 그레이저 등이 제작에 참여하였다.
이 영화는 1998년 4월 3일 개봉했고 전반적으로 부정적인 평가를 받았다.

## 출연

### 주연
- 브루스 윌리스
- 알렉 볼드윈

### 조연
- 미코 휴즈
- 치 맥브라이드
- 킴 딕켄스

## 기타
- 원작자: 라인 더글러스 피어슨
- 공동제작: 모린 페이롯
- 공동제작: 폴 니산
- 협력프로듀서: 토머스 J. 맥
- 미술: 패트리지아 본 브랜던스타인
- 의상: 벳시 헤이만
- 배역: 낸시 클로퍼

## 한국판 성우진(KBS, 2001년 9월 15일)
- 이정구 - 아트 (브루스 윌리스)
- 홍시호 - 쿠드로 (알렉 볼드윈)
- 유해무 - 조던 (치 맥브라이드)
- 서혜정 - 스테이시 (킴 디킨스)
- 이향숙 - 사이먼 (미코 휴즈)
- 탁원제 - 로맥스 (케빈 콘웨이)
- 김준 - 피터 (린지 진터)
- 최병상 - 리오 (보디 엘프먼)
- 최덕희 - 에밀리 (캐리 프레스턴)
- 오인성 - 딘 (로버트 스탠튼)
- 김규식
- 이종구
- 서문석
- 이승주
- 정미경
- 류다무현